# Tengrélasee
Der Tengrélasee (französisch Lac de Tingréla) ist ein See im Südwesten Burkina Fasos im Departement Banfora. Seit 2009 steht er auf der Liste schützenswerter Feuchtgebiete der Ramsar-Konvention.

## Geographie
Nordöstlich des Sees liegt der Ort Tengréla und etwa sieben Kilometer östlich die Stadt Banfora. Der See liegt auf einer Höhe von 290 Metern. Er ist zwei Kilometer lang und 1,5 Kilometer breit und hat eine Fläche von 364 ha und eine Tiefe von etwa sieben Metern. Das ausgewiesene Ramsar-Gebiet mit einer Fläche von 580 ha umfasst noch Teile der umgebenden Landfläche. Das Wassereinzugsgebiet des Sees umfasst 18.000 km². Der Seeabfluss liegt auf der Ostseite und mündet in den Comoé. Der jährliche Gesamtniederschlag in der Region liegt zwischen 1000 und 1300 mm und die Temperaturen variieren zwischen 16 und 37 °C. Die Regenzeit dauert etwa sechs Monate.

## Flora und Fauna

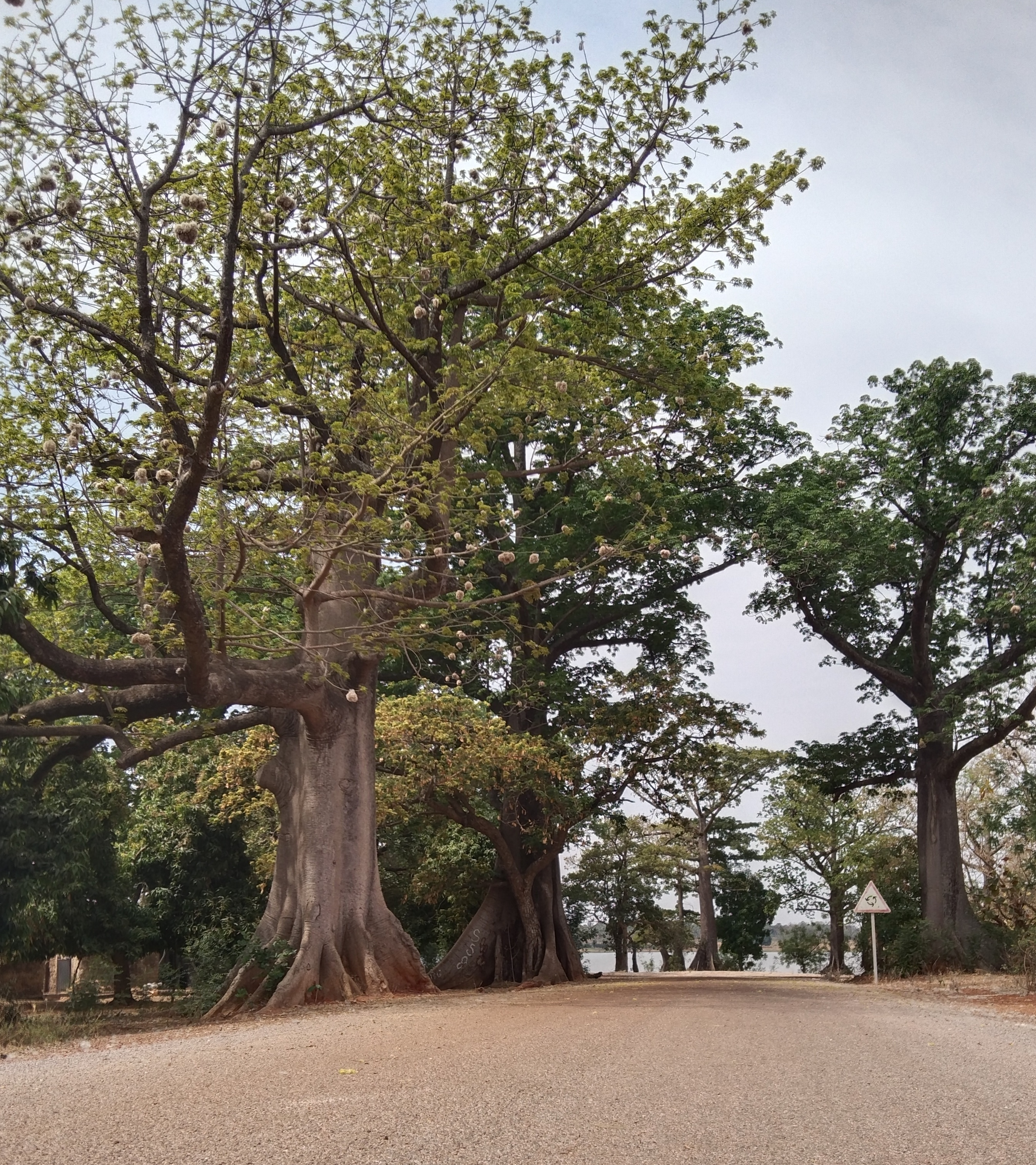
Von Bäumen gesäumte Straße zum Ufer des Tengrélasees

Um den See wächst Galeriewald und weitere Baumbestände von Isoberlinia doka, Burkea africana, Parkia biglobosa und Myrobalanen. Zudem wurden um den See einige Obstbäume wie Mangos gepflanzt. Die Vegetation weicht teilweise Reis- und Maisfeldern bis hin zu den Ufern. Auf dem Tengrélasee gibt es zahlreiche Schwimmpflanzen, darunter Seerosen (Tigerlotus, Nymphaea guineensis), Ezannos Seekanne und Wasserschläuche. Am Ufer wachsen zudem Süßgräser wie Silberhaargras und Andropogon africanus.
Der See ist für die dort lebdenden etwa hundert Flusspferde bekannt. Auch Nilkrokodile kommen am See vor. Beide Arten stehen in Burkina Faso seit 1996 unter Schutz. Darüber hinaus sind als weitere Reptilienart Königspythons um den See anzutreffen. Zu den vorkommenden Fischarten zählen der Afrikanische Raubwels, der Nilbarsch, der Afrikanische Knochenzüngler, der Westafrikanische Lungenfisch, die Afrikanische Glaswelsart Schilbe mystus, die Stachelwelsart Bagrus bajad und der Augenfleckwels sowie Buntbarsche (Zilles Buntbarsch, Oreochromis niloticus und Sarotherodon galilaeus). Die Avifauna umfasst beispielsweise die Riedscharbe, den Flussuferläufer, den Rallen-, Purpur-, Mittel- und Silberreiher sowie Entenvögel wie die Gelbbrust-Pfeifgans, die Witwenpfeifgans und die Schmuckzwergente.

## Kultur
Der See ist zentraler Bestandteil des Alltagslebens der Bewohner von Tengréla. Er gilt zudem als heilige Stätte und ist Schauplatz kultureller und religiöser Riten. Zu Beginn der Regenzeit oder anderen Ereignissen werden am See Opfer gebracht. Beim Tod des Dorfoberhaupts wird für die zeremonielle Verwendung eines der geschützten Flusspferde gefangen, nachdem dies behördlich genehmigt wurde. Die Anwohner gehören zu den Ethnien Karaboro und Gouin. Darüber hinaus finden sich auch Mossi-Migranten.

## Wirtschaft
Am See werden jährlich etwa 25 Tonnen Fisch gefangen.